# Carlstads Weckotidningar
Carlstads Weckotidningar var Karlstads första dagstidning utgiven 11 mars 1774 till 8 augusti 1789.
Tidningen gavs ut gymnasieboktryckaren Erik Widblad. I första numret för 1789 utgivet först den 4 juli tillkännager denne att han till följd av fem veckors sjukdom och under samma sjukdom anhopades arbeten, varit förhindrad att klara av tidningens utgivande. Han säger sig vara klar att på nytt ordentligen fr. o. m. 27 juli 1789 börja ge ut tidningen, om så många prenumeranter anmäler sig, att tidningen kan drivas utan förlust. I ett Appendix, daterat Carlstad den 8 augusti 1789, förklarar han, att emedan icke mer än 6 prenumeranter och 14 subscribenter sig ännu anmält, kunna icke eller Tidningarne ordenteligen fortsättas, förr än flere afnämare sig anteckna». Då prenumeranterna fortsatt var för få avstannade tidningen med anförda tillkännagivande.
Tidning kom ut lördagar med 2 sidor från 11 mars 1774 till 28 maj 1779 därefter med 4 sidor. Formatet vart kvarto 20,5-15, x 14,6 à 11,1 cm. Tidningen gav ut 48 nr 1787 och endast 45 nr 1788, men nr 46 och 47 kom ut 3 och 9 januari följande år. Priset var 2 daler silvermynt 1774, 3 daler silvermynt 1775–1777 och 24 skilling specie 1778–1789.
Tidningen trycktes hos ansvarige utgivaren  Erik Widblad, som var gymnasieboktryckare 1774–1789. Årgången 1774–1780 saknar uppgift om boktryckeri och tryckort. Frakturstil var typsnitt hela tiden utom i de litterära texterna.
Då det finns en källa som berättar mera utförligt om denna tidnings innehåll återges detta mer i detalj för att ge en illustration till lokala tidningars innehåll vid denna tidiga del i tidningarnas historia.

## Aktuella frågor och nyheter
Andra tidningar var ofta källa i tidningen. Inrikes Tidningen var främst bland dessa men även Götheborgs Allehanda, Göteborgs stads Allehanda, Götheborgs Tidningar, Stockholms-Posten, Nya Dagligt Allehanda, Stockholms Dagligt Allehanda, Fahlu Weckoblad och Lärda Tidningar.
Nyheter från närområdet var viktiga inte bara från Karlstad utan för Värmland i dess helhet och även för Dal. Insända läsarbrev berättade om Rudskogas kyrkobygge, Östmark som plågades av rödsoten, Ulleryds jagade björnar och Ransäter och brister i skjutshållningen. Ett återkommande tema är eldfaran, som var stort intresse med förhärjande stadsbränder. Stadsbranden i Kristinehamn våren 1777 ledde till förslag om brandskydd. Det föreslogs att bagerier, brygghus och brännerier borde placeras utanför samhällena. Nyhetsflödet innehåller också kuriosa, som en förrymd dräng som hittats drunknad. En klockare på vandring utanför staden hade mött två vargar. Den ena vargen hade en svart silkesnäsduk i munnen. Brott och straff hade sitt utrymme i nyhetsflödet. 1783 skrevs om ett inbrott i Gräsmarks kyrka där en dyrbar förgylld silverkalk stulits. En förfalskad lottsedel och rättsprocessen om detta var en större nyhet. 1775 skrev tidningen om mördaren Sven Samuelssons avrättning i Arvika.
Carlstads Weckotidningar var inte oppositionell. Bladet tar hänsyn till Tryckfrihetsförordningens och undviker brännbara politiska frågor. Tidningen är ytterligt underdånig mot kungahuset och skriver sällan om rikets högre ämbetsmän. Genom att publicera officiella dokument blir tidningen överhetens organ där myndigheter och myndighetspersoner styr och ställer med sina undersåtar utan svar. Tidningen återger Gustav III:s tal till riksdagen och kungörelser från Konungens befallningshavande. Helt okritisk är inte tidningen. Många artiklar handlar om indelningsverket, den nya länsindelningen, bränningen av brännvin, kronomagasin med försiktigt formulerad kritik av överheten.

## Upplysning och folkbildning
Bland verk av upplysningen publicerades Voltaires Samtal emellan Philosophen och Naturen och Alexander Pope med några reflektioner. Lanthushållning dominerar faktaartiklarna och ger upplysningar om många ämnen,  till exempel getskötsel,  mossodling, förbättring av kakelugnar, nödutfordring av husdjur med granris, svedjebruk och mjölkkor, odling av humle och potatis. Biografier över värmlänningar och Martin Luthers levnadshistoria ges också som långa serier.
Världen skildras i en serie artiklar om Kina, ön Sumatra skildras och ett större utdrag ur James Cooks dagbok från Endeavour. Sociala frågor var främst den utbredda fattigdomen, med återkommande nödår. Uppmärksamhet ägnades barnuppfostran och folkhälsan. Förspelet till ett lasarett i Karlstad skildras. Framsteg, svenska och utländska, inom vetenskaperna och facklitteratur behandlas.